# オルガ (ギリシャ王妃)
オルガ・コンスタンティノヴナ（ギリシャ語: Όλγα　Κωνσταντίνοβνα, ラテン文字転写: Olga Konstantinobna, 1851年9月3日 - 1926年6月18日）は、ギリシャ王ゲオルギオス1世の王妃。ロシア皇帝ニコライ1世の次男コンスタンチン大公の娘で、ロシア大公女。ロシア語名はオリガ・コンスタンチノヴナ（ロシア語: Ольга Константиновна）。

## 生涯
ロシア皇帝ニコライ1世の次男コンスタンチン大公とその妻であるアレクサンドラ・イオシフォヴナ大公妃の長女として、パヴロフスクで生まれた。
1863年、ゲオルギオスは自分をギリシャ王に推したアレクサンドル2世に感謝を伝えるため、ロシアを訪問し、その時に12歳のオルガと会った。4年後、皇太子アレクサンドル（のちのアレクサンドル3世）と結婚した実妹ダウマー（ロシア語名：マリア・フョードロヴナ）に会うため、再度訪問した。オルガは1867年10月にゲオルギオスと結婚した。彼女は東ローマ皇帝アレクシオス3世アンゲロス（在位：1195年 - 1203年）と皇后エウフロシネ・ドゥーカイナ・カマテラの子孫にあたる。
オルガは慈善活動に取り組む王妃として人気があった。彼女は、アテネの下町にギリシャで最も規模の大きいといわれたエヴァンゲリスモス病院、ピレウスのロシア病院を寄付した。1898年、オルガは夫と娘が暗殺されかかった時期ですら、護衛なしに活動をした。
希土戦争の傷病者を見舞っていた1897年、オルガは兵士たちが聖書を読めないのに気がついた。ギリシャ正教会では、古ギリシャ語で書かれた旧約聖書、新約聖書を採用していたのである。オルガは、古ギリシャ語を学んだ者以外にも読める聖書を出版しようと、現代ギリシャ語訳版聖書の翻訳を進めた。1901年11月、正教会の許可なしに現代ギリシャ語版聖書が発行されると、アテネで暴動が起き、当時のゲオルギオス・テオトキス政権が倒れ、府主教の直接統治となった。結局暴動は警察の手で制圧されたが、8人の死者と少なくとも70人の負傷者を出した。現代ギリシャ語版聖書は禁止され、これはオルガの政治的敗北となった。

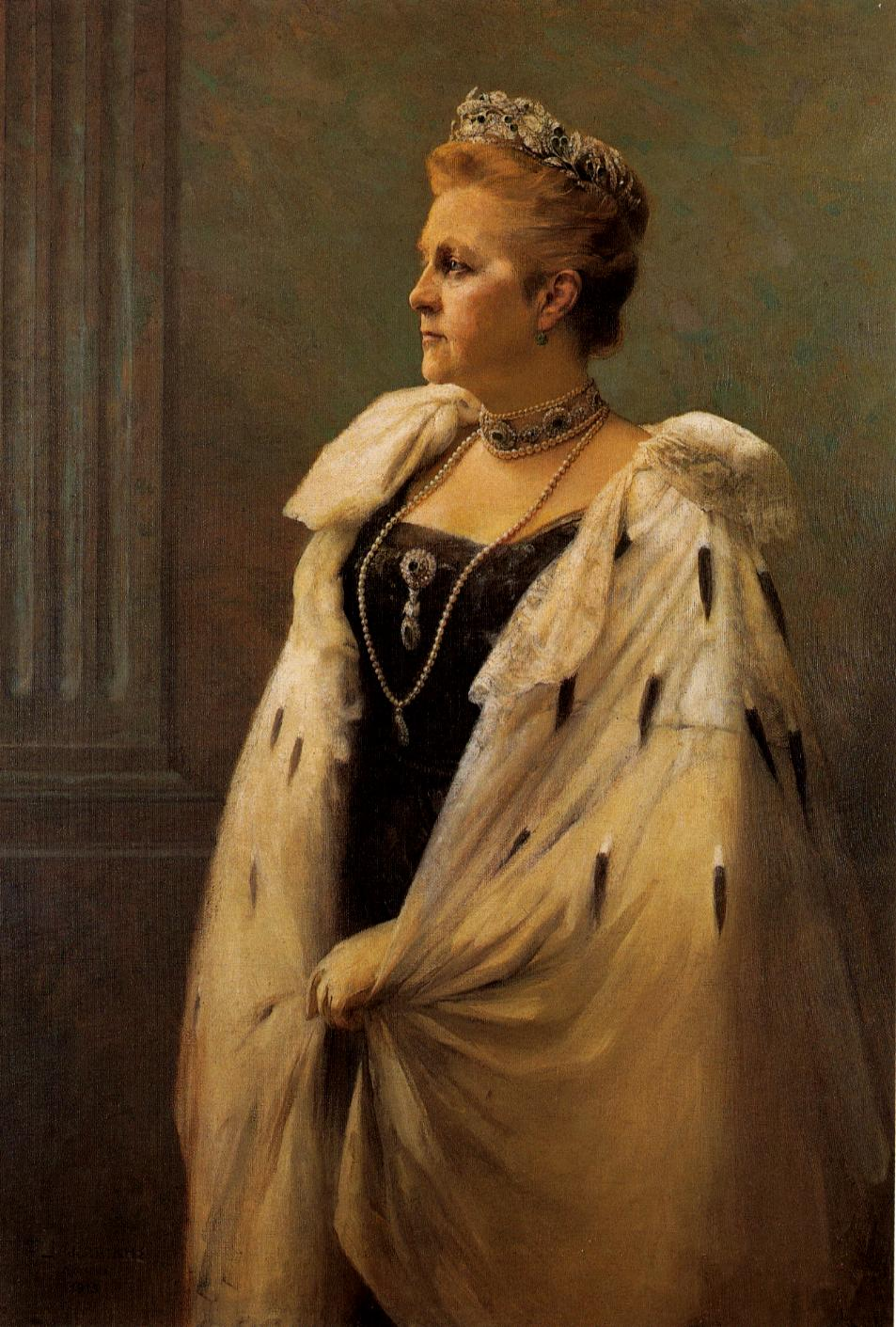
王妃オルガの肖像画（ゲオルギオス・ヤコビディス画、1915年）

1920年10月、オルガの孫アレクサンドロス1世が破傷風で急死すると、政府はアレクサンドロスの弟パウロスに即位を依頼した。パウロスは、父コンスタンティノス1世と兄ゲオルギオス2世が存命であることからこれを断った。エレフテリオス・ヴェニゼロス政権は総選挙の結果退陣し、オルガの気に入りだった摂政パウロス・コウントウリオティスも引退した。オルガは、コンスタンティノス1世が復位するまで摂政をつとめた。
オルガは、フランスのベアルンで亡くなり、ギリシャ王家が亡命していたイタリアに葬られた。1936年に王政復古がかなうと、彼女の棺はタトイ宮殿に再度埋葬された。

## 子女
- コンスタンティノス1世（1868年 - 1923年） - ギリシャ国王。
- ゲオルギオス（1869年 - 1957年） - クレタ総督。精神分析学者マリー・ボナパルト（リュシアン・ボナパルトの曾孫）と結婚。
- アレクサンドラ（1870年 - 1891年） - ロシア大公パーヴェル・アレクサンドロヴィチ妃。ラスプーチンを暗殺したドミトリー大公の母。
- ニコラオス（1872年 - 1938年） - ロシア大公女エレナ・ウラジーミロヴナと結婚。
- マリア（1876年 - 1940年） - ロシア大公ゲオルギー・ミハイロヴィチ妃。のちにペリクレス・イオアニデスと再婚。
- オルガ（1881年） - 生後3ヶ月で夭折。
- アンドレアス（1882年 - 1944年） -  アリス・オブ・バッテンバーグと結婚。エディンバラ公フィリップの父。
- クリストフォロス（1888年 - 1940年） -  アメリカ人富豪メイ・リーズと死別後、ギーズ公女フランソワーズと再婚し、一人息子ミハイルがある。